# 小行星4568
小行星4568（4568 Menkaure）是一颗围绕太阳公转的小行星。1983年9月2日，諾曼·G·托馬斯在可可尼诺县发现了此天体。
这颗小行星的绝对星等为232.98120629等。